# Église évangélique luthérienne bolivienne
L'Iglesia evangelica luterana boliviana (IELB : Église évangélique luthérienne bolivienne) est une église luthérienne bolivienne fondée en 1938. Elle rassemble environ 20 000 fidèles dans une centaine de congrégations. Elle est affiliée au COE, au Clai et à la FLM.

## Historique
L'IELB est issue de la mission de pasteurs nord-américains, qui fondent l'église en 1938. En 1972, elle est reconnue par le gouvernement bolivien, et en 1975, elle adhère à la FLM.